# Олексіївка (Обухівський район)
Олексі́ївка — село в Україні, у Миронівській міській громаді Обухівського району Київської області. Разом з селом Михайлівка підпорядковувалася Михайлівській сільській раді, а з кінця 2019 року разом з селами Іванівка, Михайлівка — у складі Іванівського старостинського округу № 5 Миронівської ОТГ. Населення становить 93 особи.